# Caloplaca decipioides
Caloplaca decipioides је врста лишајева из породице Teloschistaceae. Пронађена је у покрајини Гангвон у Јужној Кореји, а као нова за науку представљена је 2011. године. Специфични епитет decipioides односи се на сличност са врстом Caloplaca decipiens.